# Chemin de fer de la Baie d'Hudson
Le chemin de fer de la baie d'Hudson est une ligne de chemin de fer, et ses embranchements, d'une longueur d'environ 1 300 km, qui relie Le Pas à Churchill (Manitoba), ville située sur la baie d'Hudson qui dispose du port de Churchill également propriété du chemin de fer.
Cette ligne est une voie de transport vitale pour le nord du Manitoba, qui n'a pas de liaison routière avec le sud, car elle permet d'acheminer des minerais bruts ou concentrés, du cuivre, du zinc, des billes de bois, du papier kraft et des produits pétroliers. Les principales compagnies utilisant cette ligne sont HudBay Minerals, Tolko, Vale, Gardwine North, Stittco Energy, Farmers of North America et la Commission canadienne du blé. Via Rail Canada est l'opérateur voyageurs de cette ligne avec le train Winnipeg - Churchill.

## Histoire

### Création

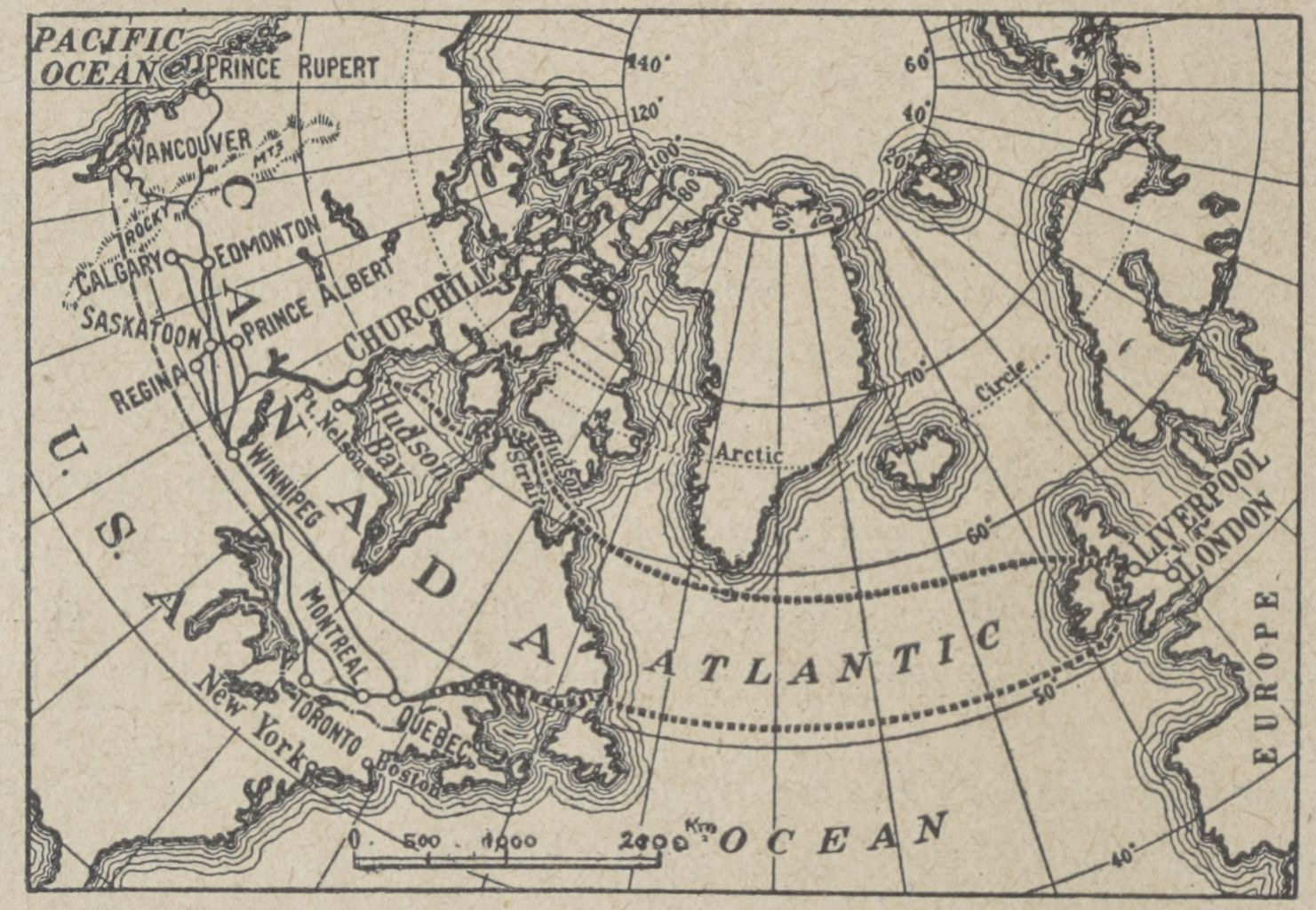
Situation du chemin de fer au Canada et en Atlantique nord.

Vers 1870, les agriculteurs des Prairies canadiennes recherchent le parcours terrestre le plus court pour rejoindre un port permettant d'envoyer leur production de grains de blé sur les marchés en Europe. Ils sont les soutiens de ce projet qui a pour origine celui d'Alexander Mackenzie de la North West Company qui a créé vers 1780 un plan de la route la plus courte pour envoyer les fourrures en Europe. Ce chemin le plus court est de rejoindre, au nord, la baie d'Hudson, ce postulat va rencontrer de multiples oppositions politiques et financières avant que le parlement accorde, en 1880, à deux groupes distincts, la Nelson Valley Railway and Transportation Company et la Winnipeg and Hudson Bay Railway and Steamship Company, une charte leur donnant autorité pour construire une voie ferrée allant en direction de la baie d'Hudson. Les deux sociétés se livrent à un combat concurrentiel pour obtenir les fonds nécessaires, mais aucune n'ayant réellement pris le pas sur l'autre elles fusionnent et quelque temps après les actifs, propriétés et droits, de la Nelson Valley Railway and Transportation Company sont transférés à la Winnipeg and Hudson Bay Railway and Steamship Company. Cette dernière obtient, vers 1884, une importante concession foncière.

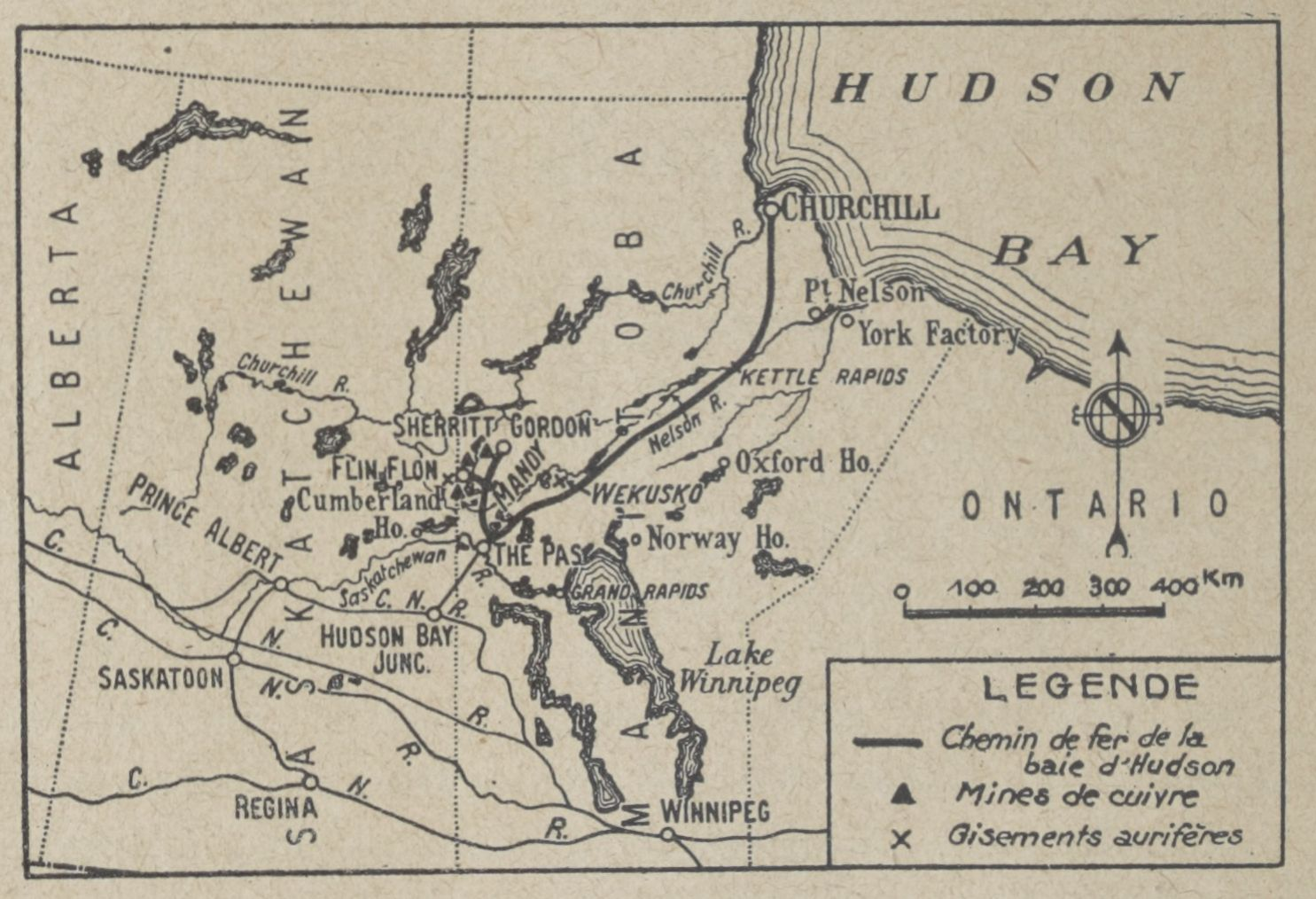
Plan de la ligne en 1933.

La voie ferrée est construite par étapes vers le nord, à partir de Le Pas, après la construction d'un pont de chemin de fer sur la rivière Saskatchewan en 1910-11 par le Canadian Northern Railway (CNoR). Elle est conçue en vue de la construction d'un nouveau port sur la baie d'Hudson. Après des relevés topographiques à Churchill et à Port Nelson, la décision fut prise en 1912 d'établir le port à Port Nelson. D'importantes difficultés techniques et financières ont pour conséquence l'abandon de ce projet, et l'arrêt de la construction du chemin de fer.
À la suite de la faillite du CNoR en 1918 et de la création du Canadian National Railways (CNR), le gouvernement fédéral entreprit de terminer la ligne de la baie d'Hudson en direction de Churchill (Manitoba). De nombreux délais furent causés par des interférences politiques, des difficultés financières et les défis d'ingénierie posés par les nombreuses fondrières de mousse (muskeg) et les affleurements de roche du bouclier canadien. La liaison avec le port de mer fut réalisée le 29 mars 1929.
Par la suite, le CNR construit une voie pour le transport de matières premières, de Le Pas à Flin Flon, ouverte en 1928, suivie par une extension de cette ligne de Cranberry Portage à Lynn Lake, ouverte le 9 novembre 1953.

### HBRY - Omnitrax

#### Achat de la ligne
Le HBRY est fondé en juillet 1997 par l'achat de l'ancienne voie ferrée du Canadien National (CN) allant vers le nord, depuis Le Pas, où elle bifurque en deux sections, l'une allant vers Flin Flon avec un embranchement vers Lynn Lake, tandis que l'autre se rend à Thompson (Manitoba) et au port de Churchill (Manitoba). Les opérations de cette ligne ont commencé le 20 août 1997. La société HBRY est une filiale de la société américaine OmniTrax, qui possède près d'une vingtaine de compagnies de chemins de fer. 
En même temps qu'elle faisait l'acquisition de cette ligne, Omnitrax devenait aussi propriétaire du port de Churchill, acheté au gouvernement fédéral pour 1 $. Alors que le CN limitait le tonnage circulant sur cette voie en raison de la légèreté des rails et d'un ballast assez médiocre, la société OmniTrax y fait rouler des wagons plus lourds et des trains plus longs, ce qui a pour effet d'augmenter le trafic à destination du port.

#### Coupure de la ligne (2005 et 2007)
Le 27 juillet 2005, des pluies abondantes emportent une partie de la voie entre Le Pas et Putakawagan, entraînant une interruption du service. Celui-ci est restauré le 2 août 2005, soit deux jours plus tôt que prévu. En 2007, à la suite de divers incidents de ce genre, les gouvernements provincial et fédéral accordent 40 millions de dollars pour des  travaux d'amélioration, tandis que la compagnie OmniTrax s'engage à investir 20 millions.

#### Transport de pétrole
En août 2013, la société OmniTrax annonce qu'elle transportera aussi sur cette ligne du pétrole des sables bitumineux jusqu'au port de Churchill, où il sera pompé dans des pétroliers de type Panamax, à destination des ports européens. Cette route maritime, ouverte quatre mois par an, ferait gagner trois jours à un pétrolier par rapport à la voie classique. Le pétrole de l'Ouest pourrait ainsi atteindre un port de mer, ce qui en faciliterait la mise en marché. OmniTrax prévoit d'acheminer 3,3 millions de barils par an.
Un premier bateau devait faire en 11 jours la liaison Churchill-Rotterdam en octobre 2013, afin de tester les installations, tandis que le trafic régulier commencerait en juillet 2014. Des groupes environnementaux ont toutefois dénoncé le projet, en raison des risques de sécurité mis en évidence par la catastrophe de Lac-Mégantic survenue peu auparavant. Reposant en grande partie sur du pergélisol, la voie ferrée est instable et a connu une cinquantaine de déraillements depuis 2003. En raison de cette opposition, le projet a été retardé.
Les insuffisances de la réglementation en matière de transport ferroviaire ont aussi fait l'objet de recommandations dans un rapport du Comité sénatorial permanent de l’énergie, de l’environnement et des ressources naturelles, publié en août 2013. Quant à la Fédération canadienne des municipalités, celle-ci demande que les compagnies de transport de matières dangereuses aient une couverture d'assurances suffisante pour réparer les torts causés par un accident majeur. Selon une enquête de l'administration américaine, le pétrole de la formation de Bakken aurait un point d'éclair plus bas que les autres et serait donc inapproprié au transport par wagon-citerne de type DOT-111.

#### Coupure de la ligne (2017)
Le 23 mai 2017, le trafic est interrompu au nord d'Amery en raison d'importantes inondations. Le 9 juin, OmniTRAX annonce que les infrastructures sont lourdement endommagées, et que la ligne est fermée entre Amery et Churchill pour une durée indéterminée. D'après Justin Trudeau, la compagnie est légalement engagée à remettre en état la ligne, et le gouvernement étudie les possibilités d'imposer cette remise en état. Le coût des travaux nécessaires est estimé entre une valeur comprise entre 20 et 60 millions de dollars.

### Arctic Gateway Group

#### Achat de la ligne
Le gouvernement annonce, le 31 août 2018, le rachat de la ligne par l'Arctic Gateway Group.

#### Réouverture de la ligne
La voie est rouverte le 2 décembre 2018, jour de départ du premier train de voyageurs pour Churchill, qu'il atteint le mardi 4 décembre 2018.

## Caractéristiques

### Gares
- Gare du Pas
- Gare de Churchill

## Exploitation

### Marchandises
Le retour des trains de marchandises chargés de grains de blé a lieu le 23 juillet 2019 avec l'arrivée du premier train depuis 2015. Sa cargaison doit être déchargée dans les installations du port.

### Voyageurs
Via Rail Canada y fait circuler le train de voyageurs, le Winnipeg - Churchill.

## Mentions dans la culture populaire
Le roman End of Steel (1931), du romancier américain Courtney Ryley Cooper, raconte la construction de cette ligne.